# روز تعلیم
روز تعلیم (به انگلیسی: Training Day) نام یک فیلم درام پلیسی محصول سال ۲۰۰۱ ساخته آمریکا است. فیلم در ماجراهای رخ داده در مورد دو مأمور اداره پلیس لس آنجلس در مدت یک روز می‌باشد. صحنه‌های فیلم در شرق و جنوب شهر لس آنجلس فیلم‌برداری شده‌است. فیلم بازخورد خوبی در میان منتقدان داشت و دنزل واشینگتن به واسطه بازی در این فیلم توانست جایزه اسکار بهترین بازیگر نقش اول مرد را در سال ۲۰۰۱ کسب کند.
صحنهٔ پایانی فیلم بین نسخه وی‌اچ‌اس و دی‌وی‌دی آن کمی متفاوت بود.
این فیلم از سایت معتبر متاکریتک امتیاز ۶۹ را به دست آورد و از سایت راتن تومیتو امتیاز ۷۴ را از آن خود کرد و منتقد سرشناس دنیا راجر ایبرت امتیاز ۳ از ۴ گرفت و اعلام کرده این فیلم داستانش بیشتر از یک فیلم جنایی، هیجان انگیز است ولی ۱۵ دقیقه آخر فیلم کلیشه ای می‌شود. در اوایل فیلم، آهنگ استیل دی ار ای(Still D.R.E)پخش می‌شود و دکتر دره و اسنوپ داگ در آن یک نقش جزئی دارند.